# Gu Bon-gil
Gu Bon-gil, född den 27 april 1989 i Seoul, Sydkorea, är en sydkoreansk fäktare. 
Bon-gil tog OS-guld i herrarnas lagtävling i sabel i samband med de olympiska fäktningstävlingarna 2012 i London. Vid olympiska sommarspelen 2020 i Tokyo tog Bon-gil guld i lagtävlingen i sabel.